# Orel malajský
Orel malajský (Nisaetus nanus, syn. Spizaetus nanus) je druh dravého ptáka z rodu orlů, vyskytujícího se v jihovýchodní Asii. Oblast jeho rozšíření zahrnuje jižní Barmu, jih Thajska, celý Malajský poloostrov, Sumatru a Borneo. Jeden izolovaně žijící poddruh, Nisaetus nanus stresemanni žije pouze na ostrově Nias západně od Sumatry.

## Popis
Délka těla činí 43 až 58 centimetrů. Orel malajský patří mezi nejmenší orly a velikostně je srovnatelný se sokolem stěhovavým. Váží 500 až 610 gramů. Hlava oranžovo-hnědá a vybíhá z ní výrazná chocholka.

## Poddruhy
- Nisaetus nanus nanus
- Nisaetus nanus stresemanni

## Ochrana
Orel malajský je zranitelným druhem. Největším nebezpečím je pro něj ztráta přirozeného prostředí, kterým je nížinný deštný les. Kácení lesů a vysazování olejných palem znamená, že tito ptáci nemají kde hnízdit. K hnízdění si totiž vybírají vysoké stromy v lesích. Nicméně orel malajský je obyvatelem řady chráněných území, mj. Danum Valley Conservation Area ve východomalajském státu Sabah.